# 宝杨路站
宝杨路站位于中华人民共和国上海市宝山区友谊路街道同济路与宝杨路交叉口，是上海地铁3号线的地铁车站。

## 车站結構

### 车站楼层
| 地上二层 | 侧式站台，右侧开门 | 侧式站台，右侧开门                        | 侧式站台，右侧开门 | 侧式站台，右侧开门 |
|          |                    | █ 3号线 往上海南站（水产路）              |                    |                    |
|          |                    | █ 3号线 往江杨北路（友谊路）              |                    |                    |
|          | 侧式站台，右侧开门 |                                           |                    |                    |
| 地面层   | 站厅及出入口       | 1出入口、票务服务、自动售票机、人工服务台 |                    |                    |

## 车站出口
宝杨路站共有1个出入口，各出入口如下所示：
| 出口编号                      | 出口指示       | 照片 |
| ----------------------------- | -------------- | ---- |
| 1 · 出口 · （设有无障碍通道） | 同济路，宝杨路 |      |
| 图例： 设有无障碍通道         |                |      |

## 公交换乘
159、160、302、322、952B、淞马线、宝山5路、宝山8路、宝山9路、淞安专线、淞罗专线、淞嘉线、淞嘉专线